# اسکای جورجیا
اسکای جورجیا (به انگلیسی: Sky Georgia) یک شرکت هواپیمایی با کد یاتا QB است که در تاریخ ۱۹۹۸ میلادی تأسیس شده است. دفتر مرکزی اسکای جورجیا در تفلیس، گرجستان واقع شده‌است و قطب این شرکت هواپیمایی در فرودگاه بین‌المللی تفلیس قرار دارد.